# Giovanni Cecaumeno
Giovanni Cecaumeno (in greco medievale 'Iωάννης Kεχαυμένος; fl. XI secolo) è stato un militare e scrittore bizantino dell'XI secolo, autore di un'opera nota col titolo Strategikon attribuitogli dai primi curatori moderni.

## Biografia
Le uniche informazioni sulla biografia di Cecaumeno sono ricavate dall'opera a lui attribuita, nota col titolo Strategikon (Στρατηγικὸν τοῦ Κεκαυμένου), un trattato, rivolto al proprio figlio, sul governo della casa, sulla diplomazia e sulla vita di corte, tradotto in lingua italiana nel 1998 col titolo "Raccomandazioni e consigli di un galantuomo". Nell'opera di Cecaumeno si cita Michele VII Ducas come imperatore in carica, e del patriarca Giovanni VIII Xifilino si dice che è morto. Poiché Michele VII Ducas fu imperatore dal 1071 al 1078, mentre Giovanni VIII Xifilino morì nel 1075, si desume che Cecaumeno scrisse sotto Michele Ducas prima del 1075. Si desumono inoltre tre elementi della vita di Cecaumeno: partecipò alla campagna militare contro Petr Deljan nel 1041, l'anno dopo assistette alla fine dell'imperatore Michele V il Calafato e, infine, fu capo del thema Hellas. L'autore sembra essere greco-armeno ed è dubbio che possa essere identificato con il contemporaneo generale bizantino Catacalo Cecaumeno.

## Strategikon
L'opera di Cecaumeno ci è pervenuta in un unico manoscritto, una copia dell'originale realizzata nei pressi di Trebisonda  tra il XIV e il XV secolo, conservato dapprima nel Monastero di Iviron a Monte Athos fino al XVII secolo, prima di essere donato, intorno al 1650, alla nuova Biblioteca del patriarcato di Mosca dal monaco Arsenij (Sukhanov), e da allora fu conservato a Mosca (Mosquensis Gr. 436). Il testo conobbe una prima edizione moderna nel 1896 ad opera di Β. Vasil'evskij e V. Jernstedt, i quali gli attribuirono il titolo confondente di Strategikon (Cecaumeni Strategicon et incerti scriptoris de officiis regis libellus, Petropoli 1896). Lo Strategikon più che nel canone dei libri di strategia militare, deve essere inserito «nel genere di libri che forniscono genericamente consigli su tutto». Le sue osservazioni sono giudicate da Ostrogorsky «spontanee e vivaci ( [...] ) riposano su una conoscenza immediata degli avvenimenti e situazioni descritti, offrono talora notizie di grande valore sulla storia politica e culturale dell’epoca». Lo Strategikon mostra anche come attorno all'XI secolo nell'impero bizantino gli aristocratici si circondavano di un proprio séguito, «che consisteva non solo di schiavi e di parenti ma anche di guardie armate, spesso in numero considerevole». Rivolgendo al figlio, Cecaumeno gli prospetta infatti la possibilità di servire un signore (dal greco 'ἄρχων, archon), distinguendo chiaramente tale servizio da quello prestato all'imperatore, e della necessità di trattare con gentilezza i propri uomini. Lo Strategikon fu completato da altri, forse da un parente (probabilmente Nikulitza, "Nicoletto"), che scrisse verosimilmente nei primi anni di Alessio I Comneno. Nel manoscritto moscovita a questo testo segue uno scritto più breve con consigli ad un imperatore, che verosimilmente uscì dalla penna dello stesso autore dello Strategikon.

## Opere
- Cecaumeno, Raccomandazioni e consigli di un galantuomo [Strategikon], traduzione di Maria Dora Spadaro, testo critico, traduzione e note a cura di Maria Dora Spadaro; testo originale a fronte, Alessandria, Edizioni dell'Orso, 1998, ISBN 88-7694-320-X.